# Те, вълните
„Те, вълните“ е български 6-сериен телевизионен игрален филм на БНТ от 2025 година.
Сериалът е пълнометражен дебют в киното на Неда Морфова.
Заснет е по южното българско черноморие – Варвара, Бургас, Синеморец и Царево, както и в Костенец и София. Музиката е на Георги Линев, известен като Kan Wakan.

## Сюжет
В деня на юбилея си София (Мария Каварджикова) събира трите си дъщери – писателката Вяра (Койна Русева), отдадената майка Надя (Теодора Духовникова) и изгубената душа Люба (Радина Кърджилова). Но празникът е разтърсен от неочакван инцидент – съпругът на Надя – Стефан (Юлиян Вергов), изчезва мистериозно. Това разкрива дълбоко погребани тайни и принуждава жените да се изправят срещу миналото, направените избори и крехките връзки помежду си.

## В ролите
- Мария Каварджикова – София
- Теодора Духовникова – Надя
- Радина Кърджилова – Люба
- Койна Русева – Вяра
- Юлиян Вергов – Стефан, мъжът на Надя
- Иван Бърнев – Алекс, мъжът на Вяра
- Ивайло Христов – Димо, любовник на София
- Дария Симеонова – София като млада